# Інвойс
Інвойс (англ. invoice), рахунок (англ. bill), рахунок-фактура (нім. Rechnung) чи накладна (рос. накладная) — у міжнародній комерційній практиці документ, що надається продавцем покупцеві та містить перелік товарів і послуг, їхню кількість та суму коштів, яку покупець має за них сплатити.
Виписка інвойсу свідчить про те, що товар чи послугу вже надано покупцеві відповідно до умов поставки, тож у покупця з'являється обов'язок оплати цього товару чи послуги.

## Типи

### Інвойс
Інвойс, також відомий як рахунок, рахунок-фактура та накладна — це товаросупровідний документ у міжнародній комерційній практиці, що надається продавцем покупцеві і містить перелік товарів, їх кількість і ціну, за якою вони поставляються покупцеві, формальні особливості товару (колір, вага тощо), умови постачання і відомості про постачальника та одержувача. Якщо умови оплати – відтермінування платежу, інвойс є розрахунковим документом. Також це основний документ, який використовується митницею для розрахунку митних платежів при митному оформленні імпорту товару.
Інвойс-проформа, проформа-інвойс або рахунок-проформа – у зовнішній торгівлі це документ, який засвідчує зобов’язання продавця надати покупцеві вказані товари за певними цінами. Рахунок-проформа не виставляється продавцем, поки продавець і покупець не погодяться з умовами замовлення. У деяких випадках (наприклад, якщо умови оплати - повна або часткова передплата) рахунок-проформа видається, щоб отримати від покупця авансовий платіж перед відвантаженням товару або перед початком виробництва товару як гарантія придбання цього товару покупцем, або для резервування вироблених товарів за покупцем. Крім того, в міжнародній практиці рахунок-проформа використовується в якості товаросупровідного документу для безоплатних товарів (рекламних матеріалів, зразків продукції або частин товарів, що бескоштовно постачаются на заміну пошкоджених на підставі рекламацій, тощо). В цьому випадку інвойс-проформа використовується для декларування на митниці цінності безоплатного товару. 
Є декілька видів накладних, наприклад, видаткова накладна, товарно-транспортна накладна, тощо. На відміну від рахунку-фактури, що містить перелік наданих послуги/товарів, що слід оплатити, видаткова накладна фіксує факт отримання/передачі товарів або послуг і по суті завершує купівлю-продажу між продавцем і покупцем. Видаткова накладна може бути замінена актом здачі-приймання. Товарно-транспортна накладна використовується, якщо в процесі купівлі-продажу бере участь транспортна (експедиторська) компанія, що займається перевезенням товару від продавця до покупця.
Розрізняють такі види транспортних накладних в залежності від виду транспорту та нормативних документів (міжнародних угод, законів, звичаїв, правил), що визначають перевезення вантажів:
- Авіаційна накладна (Air waybill);
- Залізнична накладна (Rail waybill)
- Автотранспортна накладна (CMR)
- Коносамент (Bill of lading)

Податко́ва накладна́ — документ, який платник податку на додану вартість в Україні зобов'язаний надати покупцю (отримувачу) на його вимогу.
Податкова накладна підписується уповноваженою платником особою та скріплюється печаткою.
Податковий кодекс України в розділі «Податок на додану вартість» містить окрему статтю «201. Податкова накладна».

#### Інвойс в Україні
Як правило, рахунок за своїм призначенням не відповідає ознакам первинного документа (оскільки ним не фіксується будь-яка господарська операція, розпорядження або дозвіл на проведення господарської операції), а носить лише інформаційний характер. Тобто форма рахунку-фактури не містить можливості визначення змісту правочину (купівля-продаж, надання послуг, перевезення тощо) та не визначає вид договірних зобов'язань.
Фактично рахунок-фактура є розрахунково-платіжним документом, що передбачають тільки виставлення певних сум до оплати покупцям за поставлені (фактично поставлені) товари чи надані (фактично надані) послуги, а сам факт отримання товарів (послуг) повинен бути підтверджений видатковою накладною постачальника або актом прийому-передачі виконаних робіт (послуг), про що вже говорилося вище. Форма рахунку (рахунку-фактури) не належить до типових форм, що затверджується Державною службою статистики, застосування її нормативно-правовими актами не передбачено.
Відповідно до ст. 205 Цивільного кодексу правочин може вчинятися усно або в письмовій формі. У разі укладання договорів в письмовій формі в податковій накладній проставляються вид цивільно-правового договору згідно з Цивільним кодексом (договір купівлі-продажу, міни, підряду, надання послуг, перевезення тощо) за операцією, на яку виписується податкова накладна, а також дата складання договору та його номер.
Відповідно до ст. 207 Цивільного кодексу правочин вважається таким, що вчинений у письмовій формі, якщо його зміст зафіксовано в одному або кількох документах, у листах, телеграмах, якими обмінялися сторони.
Згідно зі ст. 9 Закону «Про бухгалтерський облік та фінансову звітність в Україні» первинні документи для надання їм юридичної сили і доказовості повинні мати такі обов'язкові реквізити: назву підприємства, установи, від імені яких складено документ, назву документа (форми), дату і місце складання, зміст, обсяг та одиницю вимірювання господарської операції, посади осіб, відповідальних за здійснення господарської операції і правильність її оформлення, особистий підпис або інші дані, що дають змогу ідентифікувати особу, яка брала участь у здійсненні господарської операції.
Проте після 2017 року законодавча практика змінилась і рахунок-фактуру почали визнавати як первинний документ за умови, що він містить усі потрібні реквізити.

#### В інших країнах
У країнах з розвиненою ринковою економікою рахунок-фактура виконує суттєво іншу роль. У цих країнах рахунок-фактура (bill, invoice, factura, Rechnung тощо) є первинним документом бухгалтерського обліку і засвідчує виникнення у особи (напр. покупця) боргу перед іншою особою (напр. постачальника) за фактично поставлені вже товари або надані послуги. Інвойс визначений в межах ЄС у статті 226 Директиви про ПДВ. В Україні ж рахунок-фактура є аналогом документів, що називаються в інших країнах Quotation, або Offer. Виставлення рахунку-фактури само по собі в Україні означає лише пропозицію продати певні товари, у припущенні, що фактичне відвантаження має бути оформлене іншим документом: видатковою накладною, актом виконаних робіт, тощо.
Як пропозицію створюють Quotation або Offer, а рахунок-фактуру (інвойс) виставляють лише одночасно або після фактичного відвантаження певних товарів. У такому разі для попередньої оплати використовують pro-forma invoice.

### Податковий інвойс
У податковій накладній зазначаються в окремих рядках:
1. порядковий номер податкової накладної;
2. дата виписування податкової накладної;
3. повна або скорочена назва, зазначена у статутних документах юридичної особи або прізвище, ім'я та по батькові фізичної особи, зареєстрованої як платник податку на додану вартість, — продавця товарів/послуг;
4. податковий номер платника податку (Ідентифікаційний податковий номер юридичної особи) (продавця та покупця);
5. місцезнаходження юридичної особи-продавця або податкова адреса фізичної особи — продавця, зареєстрованої як платник податку;
6. повна або скорочена назва, зазначена у статутних документах юридичної особи або прізвище, ім'я та по батькові фізичної особи, зареєстрованої як платник податку на додану вартість, — покупця (отримувача) товарів/послуг;
7. опис (номенклатура) товарів/послуг та їх кількість, обсяг;
8. ціна постачання без урахування податку;
9. ставка податку та відповідна сума податку в цифровому значенні;
10. загальна сума коштів, що підлягають сплаті з урахуванням податку;
11. вид цивільно-правового договору.

Форма та порядок заповнення податкової накладної затверджений Державною податковою адміністрацією України.
Податкова накладна виписується у двох примірниках у день виникнення податкових зобов'язань продавця. Оригінал податкової накладної видається покупцю, копія залишається у продавця товарів/послуг.
Податкова накладна є податковим документом і одночасно відображається у податкових зобов'язаннях і реєстрі виданих податкових накладних продавця та реєстрі отриманих податкових накладних покупця.
Податкова накладна виписується на кожне повне або часткове постачання товарів/послуг, а також на суму коштів, що надійшли на поточний рахунок як попередня оплата (аванс).
Право на нарахування податку та складання податкових накладних надається виключно особам, зареєстрованим як платники податку на додану вартість.
Податкова накладна видається платником податку, який здійснює операції з постачання товарів/послуг, на вимогу покупця та є підставою для нарахування сум податку, що відносяться до
податкового кредиту.
При здійсненні операцій з постачання товарів/послуг платник податку — продавець товарів/послуг зобов'язаний надати покупцю податкову накладну після реєстрації в Єдиному реєстрі податкових накладних. Покупець має право звіряти дані отриманої податкової накладної на відповідність із даними Єдиного реєстру податкових накладних.
Виявлення розбіжностей даних податкової накладної та Єдиного реєстру податкових накладних є підставою для проведення органами державної податкової служби документальної позапланової виїзної перевірки продавця та у відповідних випадках покупця товарів/послуг.

### Товарно-транспортний інвойс
Товарно-транспортна накладна або вантажно-транспортна накладна — різновид інвойсу, що оформлюється при здійсненні вантажних морських-, авто-, чи авіаперевезеннях та виступає первинним документом бухгалтерського обліку. Бувають «авто вантажно-транспортні накладні» (англ. Auto waybills), «морські вантажно-транспортні накладні» (англ. Sea waybills) та «авіаційні вантажно-транспортні накладні» англ. Air waybills)